# Patrol Boat River
Als Patrol Boat River (PBR), auch Rigid oder Riverine oder lautmalerisch Pibber, wurde von der US Navy eine Klasse kleiner, leichter Patrouillenboote für den Einsatz in flachen Küstengewässern und Flüssen bezeichnet, die insbesondere im Vietnamkrieg ab 1966 zum Einsatz kam. Später wurde das Boot auch von der US Army in derselben Rolle eingesetzt.

## Technik

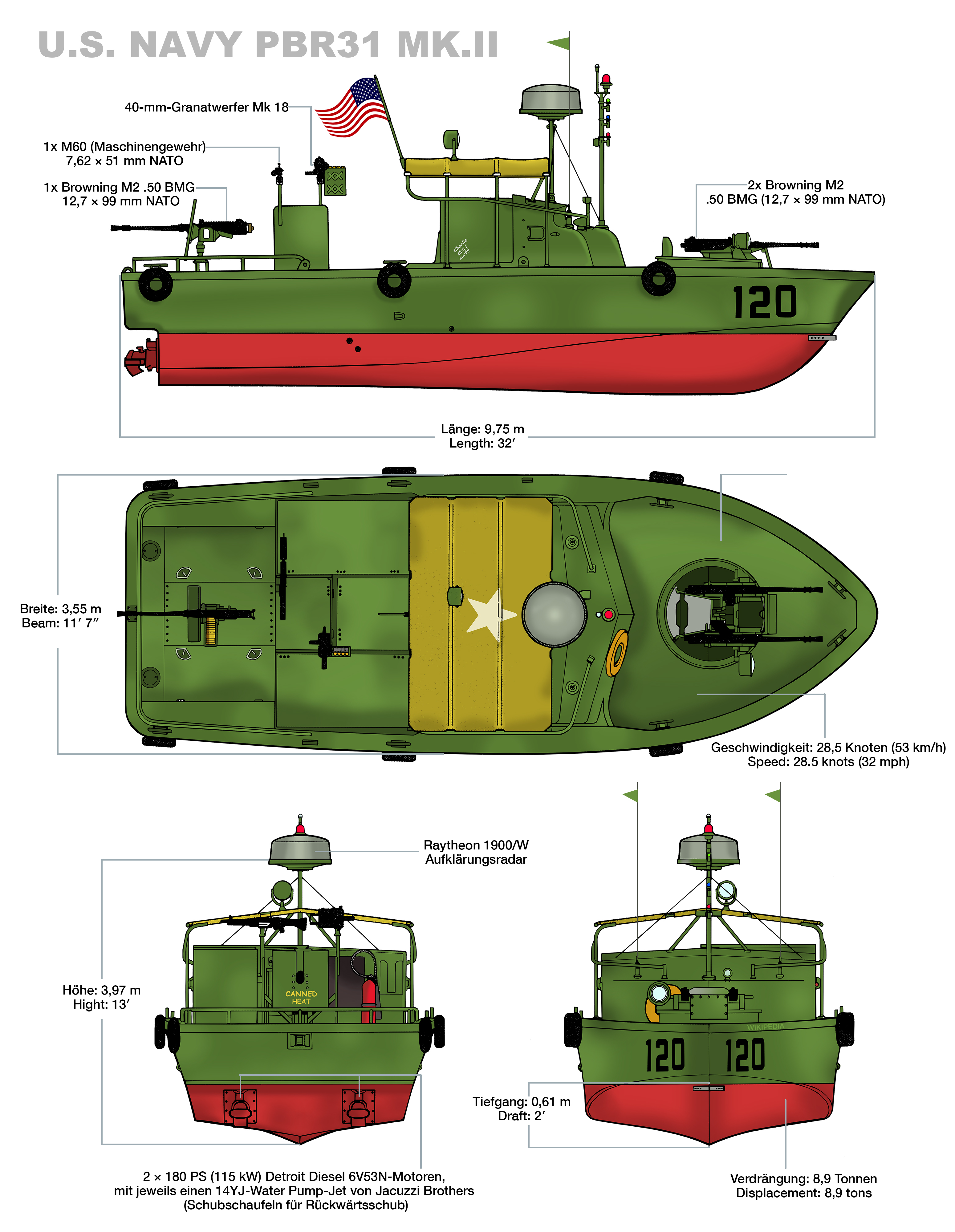
4-Seiten-Illustration eines Patrol Boat River / PBR 31 Mk II

Der Rumpf des PBR bestand aus glasfaserverstärktem Kunststoff und war daher sehr leicht, aber dennoch stabil. Im Bug befand sich ein dreh- und schwenkbares Zwillings-12,7-mm-Maschinengewehr in einem mit Keramikplatten gepanzerten, offenen Turm. Dahinter befand sich die kleine Kajüte unterhalb der offenen Brücke. Auf einem Mast vor der Brücke befand sich das Raytheon 1900/W-Aufklärungsradar. Auf dem flachen Heck befand sich ein weiteres 12,7-mm-Maschinengewehr sowie ein bis zwei M60 Maschinengewehre oder Granatwerfer der Typen Mark 18, Mark 19 oder Mark 20. Auch wurden hier im Bedarfsfall weitere Waffen, wie leichte Mörser, Flammenwerfer, 20-mm-Maschinenkanonen oder rückstoßfreie Geschütze untergebracht. Dazu kam die persönliche Bewaffnung der Besatzung, die aus M16-Gewehren und M79-Granatwerfern bestand.
Im Heck befanden sich auch die beiden Detroit-Diesel-Motoren mit je 255 PS, die ihre Leistung auf zwei Wasserstrahlantriebe übertrugen, die pro Minute 22.712 Liter Wasser fördern konnten. Dieser Antrieb ermöglichte den Booten eine hohe Wendigkeit. Nach den ersten Einsatzerfahrungen in den Flüssen Vietnams wurde der Durchmesser der Wasserstrahlantriebe beim Mark-II-Modell vergrößert, weil diese oftmals Probleme mit dem dichten Bewuchs in den Flüssen hatten, der sich um die Impeller wickelte. Dies führte aber auch zu einer leichten Reduktion der Höchstgeschwindigkeit.

## Einsatz

Zwillingsmaschinengewehr im Bug

Die ersten PBRs gelangten im März 1966 nach Vietnam und wurden der Mobile Riverine Force, einer Unterabteilung der US Navy unterstellt. Intern wurde dieser Truppenteil, analog zu den anderen Abteilungen  „blue water navy“ (Hochseemarine) und „green water navy“ (Marine für Küstengewässer) als „brown water navy“ (Binnenmarine) bezeichnet, die die Einsätze auf den großen Flüssen, besonders im Flussdelta des Mekong koordinierte. Zuvor waren die Besatzungen mehrere Monate in Coronado und Kalifornien (unter anderem auf Mare Island) trainiert worden. Im Rahmen der Operation Game Warden patrouillierten die PBRs auf nahezu allen größeren Flüssen Südvietnams. 
Die Einsätze waren oft eine konzertierte Aktion zwischen den Booten, und von der Army gestellten Hubschraubern zur Luftunterstützung.
Durch den geringen Tiefgang von nur 60 cm konnten die Boote auch in flachen Seitenarmen fahren. Die Hauptaufgabe der PBRs und ihrer Besatzungen, die meist durch einen vietnamesischen Dolmetscher ergänzt wurden, bestand aus der Kontrolle und Durchsuchung einheimischer Boote nach Waffen und sonstigen Schmuggelwaren. Aber auch zum Absetzen von Seal-Teams wurden die Boote verwendet.
Noch während des Vietnamkriegs wurde der Nachfolger eingeführt, das Special Operations Craft-Riverine ersetzt das PBR und wird vor allem für Einsätze der Seals verwendet. Trotzdem wurde der Bootstyp noch bis in die 1990er Jahre vor allem als leichtes Begleitboot eingesetzt, unter anderem im Panamakanal.

## Trivia
- Im Film Apocalypse Now spielt ein großer Teil der Handlung auf einem PBR.
- In der ersten Folge von Season 4 der Amazon-Prime-Show „The Grand Tour“ wurde ein Nachbau von Jeremy Clarkson benutzt.